# Afek Tounes
Afek Tounes (arabe : آفاق تونس soit « Horizons de Tunisie » en français) est un parti politique tunisien de tendance social-libérale fondé le 28 mars 2011.
Il est membre fondateur du Réseau libéral Al Hurriya.

## Histoire
Afek Tounes est un parti libéral social qui est fondé le 28 mars 2011. Son premier président est Mohamed Louzir.
Après l'élection de l'assemblée constituante du 23 octobre 2011, à l'occasion de laquelle le parti obtient quatre élus, Emna Menif, porte-parole et figure emblématique du parti, annonce sa démission.
Le 28 décembre 2011, un communiqué annonce une fusion avec le Parti pour le progrès. Le 11 janvier 2012, une fusion est annoncée, notamment avec le Parti démocrate progressiste et le Parti républicain, au sein d'Al Joumhouri ; celle-ci est officialisée le 9 avril. L'ancien ministre Yassine Brahim devient secrétaire exécutif du nouveau parti.
Le 28 août 2013, Brahim annonce dans une conférence de presse le retour officiel du parti après une scission avec Al Joumhouri justifiée par l'échec à unir les forces démocrates,. Un mois plus tard, le conseil national confirme Yassine Brahim à la présidence du parti et du bureau politique avec 72 % des voix, Aymen Slimane étant désigné coordinateur général,.
Le programme électoral présenté en vue des élections législatives de 2014 comprend plusieurs réformes sur les plans social et économique, afin d'encourager l'initiative personnelle et réduire le taux de chômage, notamment la réduction de l'impôt, l'élargissement de la base imposable et l'augmentation de l'effectif de l'armée pour atteindre 70 000 soldats. Le parti remporte huit des 217 sièges de la nouvelle assemblée, devenant ainsi la cinquième force politique du pays.
En 2016, le parti signe les accords de Carthage, un document qui doit œuvrer pour la formation d'un gouvernement d'union nationale.
En avril 2017, le parti organise son deuxieme congrès. Lors de ce dernier, Yassine Brahim est réélu président du parti avec 69,8 % des voix alors que Karim Helali est élu président du bureau politique. En septembre de la même année, à la suite d'un remaniement ministériel, Afek Tounes compte, au sein du nouveau gouvernement de Youssef Chahed, deux ministres : Faouzi Abderrahmane qui est nommé ministre de l'Emploi et de la Formation professionnelle et Riadh Mouakher qui reste ministre des Affaires locales et de l'Environnement. Cependant, le parti perd le portefeuille du ministère de la Santé (Samira Merai) et le secrétariat d'État à la Jeunesse (Faten Kallel).
Fin 2017, Afek Tounes s'insurge contre le contenu de la loi de finances 2018 adoptée par le gouvernement et, en décembre, le parti demande à ses ministres de démissionner du gouvernement, une démission refusée par le chef du gouvernement Youssef Chahed.
Le 6 janvier 2018, les dirigeants du parti annoncent leur retrait des accords de Carthage. 
Le 19 décembre 2020, Fadhel Abdelkefi est élu président par le conseil national.
En décembre 2021, un congrès se tient et conduit à l'élection de Rim Mahjoub et Slim Mehrezi comme vice-présidents du parti ainsi que d'un nouveau bureau politique présidé par Walid Sfar et de quelques nouveaux membres et bureau au conseil national. Le 19 octobre 2023, Fadhel Abdelkefi démissionne de la présidence et est remplacé par Rim Mahjoub le 10 décembre suivant.

## Présidents
- Mohamed Louzir (2011-2012)

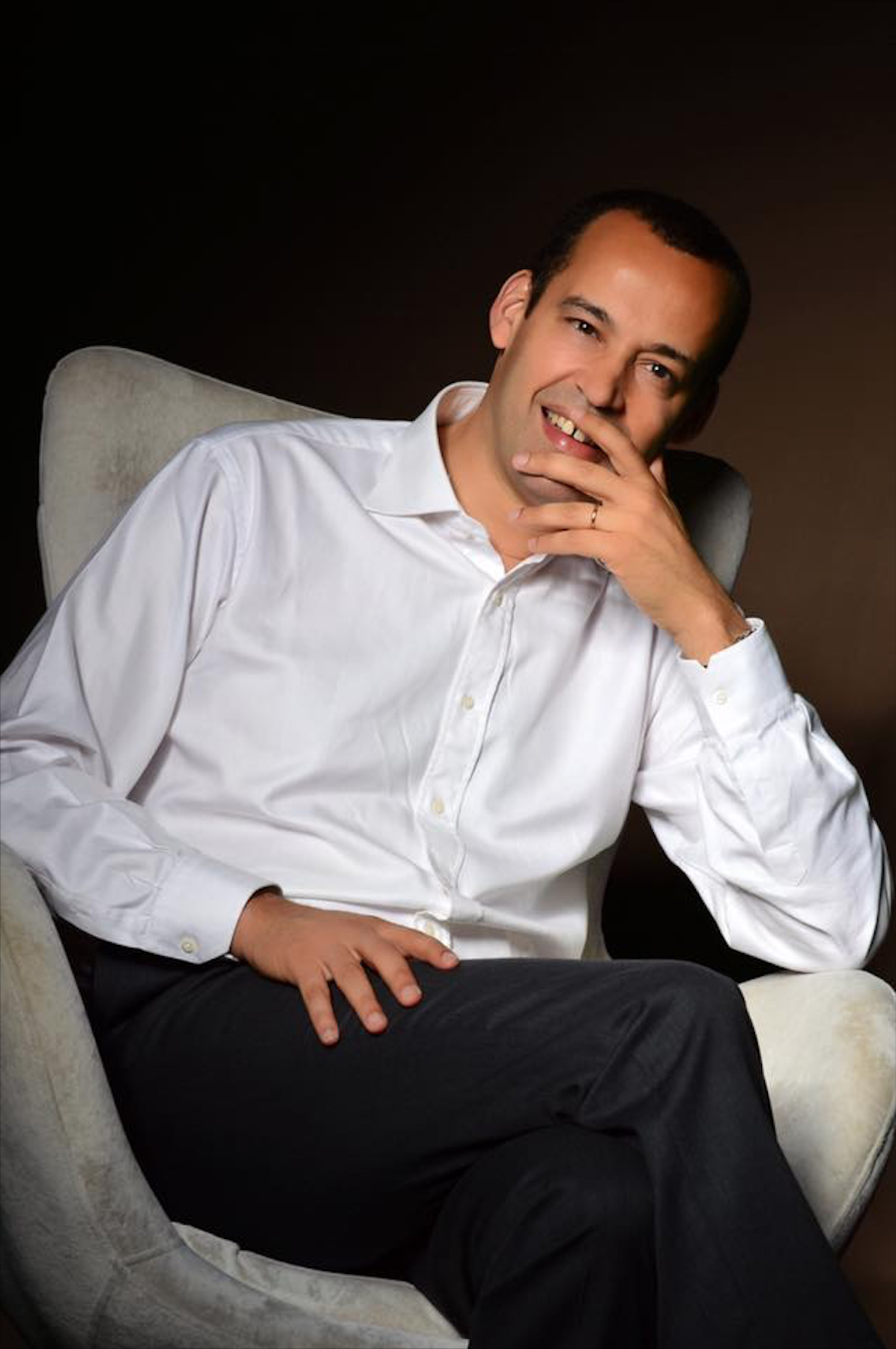
Yassine Brahim, président du parti de 2013 à 2020.

- Yassine Brahim (2013-2020, réélu en 2017[23])
- Fadhel Abdelkefi (2020-2023)
- Rim Mahjoub (depuis 2023)

## Résultats électoraux

### Élections législatives
| Année                                 | Voix                             | %                                | Rang                             | Sièges                           | Gouvernements                                       |
| Assemblée nationale constituante      | Assemblée nationale constituante | Assemblée nationale constituante | Assemblée nationale constituante | Assemblée nationale constituante | Assemblée nationale constituante                    |
| ------------------------------------- | -------------------------------- | -------------------------------- | -------------------------------- | -------------------------------- | --------------------------------------------------- |
| 2011                                  | 76 488                           | 1,89                             | 8e                               | 4 / 217                          | Opposition                                          |
| Assemblée des représentants du peuple |                                  |                                  |                                  |                                  |                                                     |
| 2014                                  | 102 916                          | 3,02                             | 5e                               | 8 / 217                          | Coalition : Essid (2015-2016) et Chahed (2016-2017) |
| 2019                                  | 43 892                           | 1,53                             | 12e                              | 2 / 217                          | Opposition                                          |
| 2022-2023                             | Boycott de l'élection            | Boycott de l'élection            | Boycott de l'élection            | Boycott de l'élection            | Boycott de l'élection                               |

### Élections présidentielles
| 2014 | Pas de candidat, soutient officiellement Béji Caïd Essebsi (Nidaa Tounes), qui a gagné au deuxième tour. | Pas de candidat, soutient officiellement Béji Caïd Essebsi (Nidaa Tounes), qui a gagné au deuxième tour. | Pas de candidat, soutient officiellement Béji Caïd Essebsi (Nidaa Tounes), qui a gagné au deuxième tour. | Pas de candidat, soutient officiellement Béji Caïd Essebsi (Nidaa Tounes), qui a gagné au deuxième tour. | Pas de candidat, soutient officiellement Béji Caïd Essebsi (Nidaa Tounes), qui a gagné au deuxième tour. | Pas de candidat, soutient officiellement Béji Caïd Essebsi (Nidaa Tounes), qui a gagné au deuxième tour. |
| 2019 | Pas de candidat, soutient officiellement Abdelkrim Zbidi, qui a été éliminé au premier tour.             | Pas de candidat, soutient officiellement Abdelkrim Zbidi, qui a été éliminé au premier tour.             | Pas de candidat, soutient officiellement Abdelkrim Zbidi, qui a été éliminé au premier tour.             | Pas de candidat, soutient officiellement Abdelkrim Zbidi, qui a été éliminé au premier tour.             | Pas de candidat, soutient officiellement Abdelkrim Zbidi, qui a été éliminé au premier tour.             | Pas de candidat, soutient officiellement Abdelkrim Zbidi, qui a été éliminé au premier tour.             |

### Élections municipales
| Année | Voix   | Rang | Conseillers | %    | Maires  | %    |
| ----- | ------ | ---- | ----------- | ---- | ------- | ---- |
| 2018  | 19 116 | 10e  | 93 / 7212   | 1,06 | 2 / 350 | 1,29 |